# Meurtres en majuscules
Meurtres en majuscules (The Monogram Murders) est un roman policier de Sophie Hannah publié mondialement en septembre 2014, et mettant en scène le personnage du détective belge Hercule Poirot créé par Agatha Christie.
Il s'agit du premier roman mettant en scène un personnage de la « Reine du Crime » et écrit par un autre auteur qu'elle.

## Résumé
En ce début d'année 1929, Hercule Poirot décide de mettre au repos ses petites cellules grises. Mais au lieu de partir en voyages à l'autre bout du monde, il s'installe dans une pension londonienne située juste en face de chez lui, où il fait connaissance avec l'Inspecteur Catchpool de Scotland Yard. Le soir du jeudi 7 février 1929, trois meurtres sont commis à trois étages différents de l'hôtel Bloxham, un hôtel huppé de Londres. Dans la bouche de chacune des victimes, on retrouve un bouton de manchette en or, gravé des initiales PIJ. Poirot ne peut pas résister et offre son aide dans cette affaire bien complexe...

## Personnages
Les enquêteurs
- Hercule Poirot
- Inspecteur Edward Catchpool, de Scotland Yard, narrateur
- Constable Stanley Beer

Les victimes
- Ida Gransbury
- Harriet Sippel
- Richard Negus

Hôtel Bloxham
- Lucas Lazzari, gérant de l'hôtel
- John Goode, réceptionniste
- Thomas Brignell, assistant réceptionniste
- Rafal Bobak, serveur

Village de Great Holling
- Victor Meakin, patron du King's Head
- Walter Stoakley, ivrogne
- Patrick James Ive, pasteur décédé
- Frances Maria Ive, sa femme décédée
- Margaret Ernst, femme de l'ancien pasteur Charles Ernst
- Dr Ambrose Flowerday, médecin du village

Autres
- Mlle Jennie Hobbs
- Euphemia "Fee" Spring, serveuse du Pleasant's Coffee House
- Mme Blanche Unsworth, propriétaire de la pension
- Henry Negus, frère de Richard Negus
- Samuel Kidd, chaudronnier, et bien-aimé de Jennie Hobbs
- Nancy Ducane, artiste
- Lord St John Wallace & Lady Louisa Wallace, amis de Nancy Ducane

## Élaboration du roman

### Choix de Sophie Hannah
Lors d'un déjeuner entre Sophie Hannah, son agent et un éditeur d'HarperCollins, ce dernier leur parle du projet de faire appel à un auteur contemporain pour revisiter les classiques de Jane Austen. L'agent d'Hannah s'empresse de lui dire que si l'idée leur venait de faire la même chose avec Agatha Christie, il devrait considérer de prendre Sophie Hannah. Quelque temps plus tard, elle obtient une réunion avec les éditeurs d'HarperCollins pour leur parler de ses idées sur un éventuel nouveau roman d'Hercule Poirot. Elle est ensuite appelée à Londres, dans les bureaux d'Agatha Christie Ltd. qui gère les droits de la romancière, pour rencontrer les héritiers de Christie, son petit-fils Mathew Pritchard et son arrière petit-fils James. Alors que jusque-là, ceux-ci avaient toujours refusé un tel projet, cette fois-ci ils se laissent convaincre par Sophie Hannah, fan inconditionnelle de la « Reine du Crime ».
Le 4 septembre 2013, Acorn Productions, propriétaire d'Agatha Christie Ltd., annonce que l'auteur britannique Sophie Hannah est choisie pour écrire un nouveau roman mettant en scène le détective belge Hercule Poirot, 39 ans après sa dernière aventure dans Hercule Poirot quitte la scène (1975).

### Écriture
Pour écrire le roman, Sophie Hannah a fouillé dans les 73 carnets « secrets » d'Agatha Christie découverts par John Curran. Elle a pu s'inspirer des listes de personnages, de mobiles et lieux de meurtres.
En septembre 2013, Sophie Hannah a écrit plus de 100 pages sur le plan du livre ainsi que ses moindres détails. Il ne lui reste plus qu'à écrire le roman lui-même. Elle explique qu'elle n'essayera pas d'imiter le style de Christie mais sera fidèle à son personnage principal.
L'intrigue du roman se déroule plus tôt dans la carrière du détective, la romancière n'ayant pas voulu le faire revenir d'entre les morts. L'histoire se déroule dans les années 1920 à Londres, approximativement au moment de Le Meurtre de Roger Ackroyd (1926). Elle met en scène le détective belge accompagné de l'inspecteur Edward Catchpool de Scotland Yard, servant de faire valoir tel le capitaine Hastings avant lui, et également narrateur du roman.
Le roman est dédié à Agatha Christie.

### Publication
Le 8 mai 2014, le titre original anglais est dévoilé : The Monogram Murders. Le titre français est Meurtres en majuscules.
Le 12 juin 2014, la couverture britannique du roman, dessinée par Heike Schuessler, est dévoilée. Près de 60 propositions avaient été faites et c'est finalement celle de Schuessler, représentant une chambre d'hôtel au style art-déco, qui fut retenue. Le projet fut remanié et allégé pour plus de lisibilité. Une autre couverture est choisie pour la version américaine, tandis que celle française reprend le design britannique.
Le roman est publié en 29 langues dans 50 pays.
En France, le roman est publié par les Éditions du Masque, éditeur historique d'Agatha Christie. La traductrice Valérie Rosier a eu trois mois pour traduire le livre. Le premier tirage français est de 22 000 exemplaires, avec un objectif de 50 000 exemplaires.

## Éditions
- (en) The Monogram Murders, Londres, HarperCollins, septembre 2014, 384 p. (ISBN 978-0-00-754741-8)
- (en) The Monogram Murders, New York, William Morrow, septembre 2014, 320 p. (ISBN 978-0-06-229721-1)
- Meurtres en majuscules  (trad. de l'anglais par Valérie Rosier), Paris, Éditions du Masque, septembre 2014, 358 p. (ISBN 978-2-7024-4148-0, BNF 43893430)

## Accueil critique
Au Royaume-Uni, Laura Thompson, de The Guardian, retrouve dans le livre tous les éléments d'un Hercule Poirot : « les phrases en français, les suspects rassemblés dans une pièce », et l'omniscience du détective. « L'intrigue impressionne par sa complexité, mais manque de la simplicité au cœur des romans originaux d'Agatha Christie ». Andrew Wilson, de The Independent, trouve que le roman, parsemé de traits d'humour noir, est « satisfaisant sur plusieurs points, y compris son ingénieuse fin ».
Aux États-Unis, Alexander McCall Smith, de The New York Times, trouve que Sophie Hannah a remarquablement relevé le défi d'écrire un nouveau Poirot. Pour lui, le roman est « à la fois respectueux du personnage et un digne ajout au canon », apportant une certaine « fraicheur ». Carol Memmott, de The Washington Post, retrouve également les éléments propres à un Christie. Elle « met au défi tout fan de Christie de trouver des différences entre son style d'écriture et celui de Sophie Hannah ».
En France, Jérôme Dupuis, de L'Express, pense que c'est un bon Hercule Poirot, retrouvant « les ingrédients qui font le sel de tout Agatha Christie ». Il regrette cependant que la deuxième partie du roman sur la résolution du mystère soit « un peu trop longue et compliquée », faisant du livre l'un des plus gros de la série Hercule Poirot. Pour Yann Plougastel, de Le Monde, le défi est de taille mais réussi, Sophie Hannah « se coule dans l'ombre tutélaire ».